# Verrières (Vienne)
Verrières ist ein westfranzösischer Ort und eine Gemeinde mit 930 Einwohnern (Stand: 1. Januar 2022) im Département Vienne in der Region Nouvelle-Aquitaine. Die Gemeinde gehört zum Arrondissement Montmorillon und zum Kanton Lussac-les-Châteaux. Die Einwohner werden Verriérois genannt.

## Lage
Verrières liegt etwa 26 Kilometer südöstlich von Poitiers am Fluss Dive. Umgeben wird Verrières von den Nachbargemeinden Lhommaizé im Norden, Civaux im Nordosten, Mazerolles im Osten, Bouresse im Süden sowie Saint-Laurent-de-Jourdes im Westen.

## Bevölkerungsentwicklung
| Jahr                      | 1962 | 1968 | 1975 | 1982 | 1990 | 1999 | 2006 | 2013 |
| Einwohner                 | 819  | 777  | 704  | 714  | 687  | 799  | 869  | 970  |
| Quelle: Cassini und INSEE |      |      |      |      |      |      |      |      |

## Sehenswürdigkeiten
Siehe auch: Liste der Monuments historiques in Verrières (Vienne)
- Dolmen, seit 1952 Monument historique
- Kirche St-Michel
- Kapelle Sainte-Radegone in La Rigaudière aus dem Jahre 1827

## Gemeindepartnerschaften
Mit der französischen Gemeinde Coume im Département Moselle (Lothringen) besteht eine Partnerschaft.